# Шидерти (річка)
Шидерти (каз. Шідерті) — річка в Карагандинській та Павлодарській областях Казахстану. Належить до внутрішнього безстічного Арало-Каспійського басейну.

## Географія
Річка Шидерти бере свій початок в центральній частині Казахського дрібносопковика, поблизу села Трудове. Тече в північно-східному, північному та північно-західному напрямках і впадає в озера Шаганак (16,4 км²) / Жалаули (144 км²). В нижній течії річка носить назву — Карасу і вода у ній солона. Довжина річки — 502 км, площа басейну — 15,9 тис. км². Середня витрата води в гирлі близько — 1,8 м³/с, в районі Екібастузу — 1,97 м³/с. Швидкість течії води становить близько 0,1-0,2 м/с. Живлення переважно снігове. Замерзає в кінці жовтня — на початку листопада, скресає у другій половині квітня.
По руслу річки, в її верхній та середній течії, протягом 200 км проходить Канал Іртиш — Караганда. Від селища Шиндерти до Молодіжного, завдяки напору води каналу вода в річці тече у зворотньому напрямку.

## Притоки
Річка приймає кілька невеликих приток, в основному солоних, які в більшості своїй, в літній період, пересихають. Найбільші із них: праві — Бала-Шидерти, Карасу.

## Населенні пункти
На річці розташовано кілька невеликих сіл і селищ, найбільші із них (від витоку до гирла): Трудове, смт. Молодіжне, Коктобе, смт. Шиндерти, Тортуї, Каракога.